# Rafael Moreno Aranzadi
Rafael Moreno Aranzadi (født 23. maj 1892 i Bilbao, død 1. marts 1922 smst), kendt som Pichichi ("topscorer"), var en spansk fodboldspiller, som deltog i OL 1920 i Antwerpen.
Pichichi spillede hele sin karriere i Athletic Bilbao. Hans karriere begyndte for alvor i 1911, og han blev en stor målscorer for sin klub. Han var desuden kendt for altid at spille med et hvidt tørklæde om hovedet.
Med Athletic var han med til at spille sig i seks finaler i Copa del Rey, og holdet vandt fire af disse: 1914, 1915, 1916 og 1921. Han vandt også fem titler i Campeonato Regional del Norte (Mesterskabet for Nord).
Ved OL 1920 var han med på det spanske landshold, der her spillede sin første landskamp nogensinde. Holdet indledte med at besejre Danmark 1-0. I kvartfinalen blev det til nederlag til Belgien på 1-3, men dermed var det ikke slut, idet taberne i kvartfinalerne spillede en turnering om andenpladsen, og her vandt Spanien først 2-1 over Sverige, dernæst 2-0 over Italien. Udover taberne af kvartfinalerne var også de to tabere til vinderne (som var Belgien) også i spil til andenpladsen, og Spanien skulle nu have mødt Tjekkoslovakiet, som Belgien mødte i finalen, men de var udvandret i protest og blev derpå diskvalificeret. I stedet mødte spanierne Holland, som havde tabt til Belgien i semifinalen, og her vandt Spanien 3-1 og blev derfor sølvvindere i turneringen. Pichichi spillede alle fem kampe og scorede det sidste mål i sølvkampen.
Efter at have indstillet sin aktive karriere i 1921 forsøgte han at blive fodbolddommer, men han nåede ikke at dømme ret meget, før han døde af tyfus, kun 29 år gammel.
I 1926 blev der afsløret en buste af ham på San Mamés-station i Bilbao. I 1953 indstiftede avisen Marca Pichichi-trofæet, som siden er uddelt til topscoreren i La Liga.